# 1+1 (альбом)
1 + 1 — це дуетний студійний альбом Гербі Хенкока (фортепіано) та Вейна Шортера (саксофон-сопрано).

## Огляд
До альбому увійшли 10 композицій. Серед них — композиція «Аун Сан Су Чжи», що була названа на честь бірманської активістки і здобула нагороду Греммі; композиція «Тема Джоанни», яка спочатку була на оригінальному саундтреку Генкока до фільму «Бажання смерті» ; та «Діана», що спочатку записана для альбому Шортера Native Dancer. Це 41-й альбом Генкока та 21-й Шортера.

## Трек-лист
| #   | Назва                       | Автор            | Тривалість |
| --- | --------------------------- | ---------------- | ---------- |
| 1.  | «Meridianne – A Wood Sylph» | Shorter          | 6:09       |
| 2.  | «Aung San Suu Kyi»          | Shorter          | 5:45       |
| 3.  | «Sonrisa»                   | Hancock          | 6:26       |
| 4.  | «Memory of Enchantment»     | Michiel Borstlap | 6:20       |
| 5.  | «Visitor from Nowhere»      | Hancock, Shorter | 7:44       |
| 6.  | «Joanna's Theme»            | Hancock          | 5:22       |
| 7.  | «Diana»                     | Shorter          | 5:32       |
| 8.  | «Visitor from Somewhere»    | Hancock, Shorter | 9:04       |
| 9.  | «Manhattan Lorelei»         | Hancock, Shorter | 7:22       |
| 10. | «Hale-Bopp, Hip-Hop»        | Hancock          | 1:51       |